# Vitolo (fotbollsspelare född 1983)
Víctor José Añino Bermúdez, mer känd som Vitolo, född 9 september 1983 i Madrid, är en spansk fotbollsspelare som spelar för Tenerife i Segunda División.